# Isabel Moreno González
Isabel Moreno González (Badajoz, 31 de marzo de 1994) es una actriz española de teatro y televisión. Es conocida por actuaciones en series como Sueños de libertad o Amar es para siempre.

## Trayectoria
Se formó en la Real Escuela Superior de Arte Dramático, de Madrid. Desde sus comienzos con la obra Off, representada en el Teatro Lara, ha desarrollado diversas facetas interpretativas. 
En 2018 protagonizó la pieza Lo que queda de nosotros. En ella, Moreno interpreta a Nata, una joven solitaria que ha perdido a sus padres y se aferra a la compañía de Toto, su perro, con el que teje una historia «estremecedora y esperanzadora».
En 2022 interpretó a Caridad durante una temporada en la serie de televisión diaria Amar es para siempre.
En febrero de 2024 comenzó la emisión de Sueños de libertad, serie diaria de Antena 3. La actriz da vida a Claudia Díez, una inocente joven que se traslada desde su pueblo, Don Benito, a Toledo para trabajar en una afamada perfumería.

## Trabajos
La actriz viene alternando la interpretación teatral con papeles para la televisión.
| Año  | Título               | Personaje | Cadena   |
| ---- | -------------------- | --------- | -------- |
| 2018 | Centro médico        | Ritina    | Antena 3 |
| 2020 | El nudo              | Cata      | Antena 3 |
| 2022 | Amar es para siempre | Caridad   | Antena 3 |
| 2023 | Montecristo          | Sandra    | Movistar |
| 2024 | Sueños de libertad   | Claudia   | Antena 3 |

| Año       | Título                   | Personaje |
| --------- | ------------------------ | --------- |
| 2017-2023 | Lo que queda de nosotros | Nata      |
| 2019      | El auto de los inocentes | Hamia     |
| 2020-2022 | Antígona                 | Ismene    |
| 2022-2023 | Frankestein              | Elisabeth |
| 2023      | Las alcaldas             | Rana      |

## Premios
- Premio FETEN de 2018 en la categoría Mejor Interpretación por la obra Lo que queda de nosotros.